# Ra quyết định

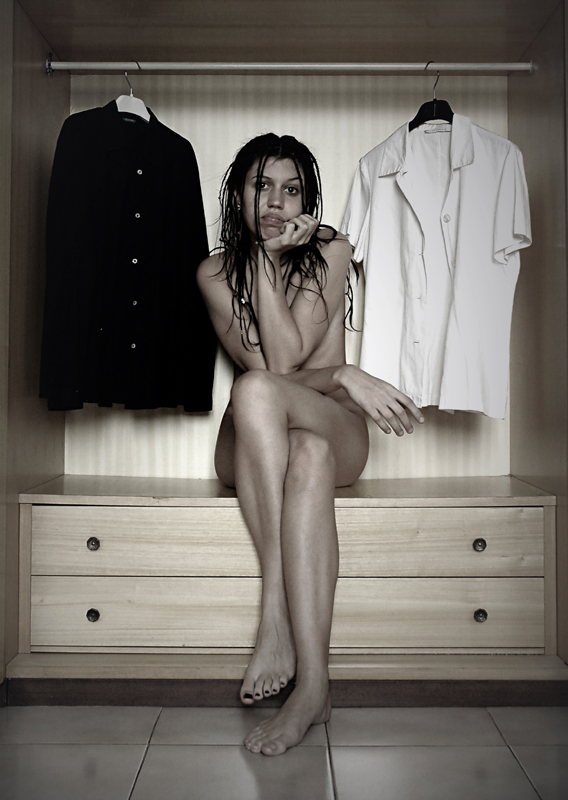
Quyết định lựa chọn trang phục (bộ màu trắng hay bộ màu đen)

Ra quyết định (Decision-making) được coi là quá trình nhận thức dẫn đến việc lựa chọn một phương án hành động giữa nhiều lựa chọn thay thế khả dĩ. Nó có thể là mang tính lý trí (ra quyết định hợp lý) hoặc phi lý trí. Quá trình ra quyết định là một quá trình phán đoán và lập luận dựa trên các giả định về giá trị đạo đức xã hội, nhận thức văn hóa, sở thích và niềm tin của người ra quyết định. Mỗi quá trình ra quyết định đều tạo ra một lựa chọn cuối cùng, có thể hoặc không thể thúc đẩy hành động. Nghiên cứu về việc ra quyết định cũng được công bố dưới nhãn giải quyết vấn đề, đặc biệt là trong nghiên cứu tâm lý châu Âu. Ra quyết định có thể được coi là một hoạt động giải quyết vấn đề mang lại một giải pháp được coi là tối ưu, hoặc ít nhất là thỏa đáng. Do đó, nó là một quá trình có thể ít nhiều hợp lý hoặc bất hợp lý và có thể dựa trên kiến thức rõ ràng hoặc kiến thức ngầm và niềm tin. Kiến thức ngầm thường được sử dụng để lấp đầy những khoảng trống trong các quy trình ra quyết định phức tạp.
Về bản chất, ra quyết định không chỉ là một hành động đơn lẻ mà là một tiến trình có hệ thống, có thể là lý trí hoặc phi lý trí. Nó là một kỹ năng quan trọng, ảnh hưởng trực tiếp đến kết quả của công việc và cuộc sống. Quá trình ra quyết định có một số đặc điểm như tính lựa chọn, trong đó luôn có nhiều hơn một phương án để lựa chọn. Nếu chỉ có một lựa chọn duy nhất thì không còn là quyết định nữa. Có mục tiêu vì quyết định luôn hướng đến việc đạt được một mục tiêu cụ thể, dù là mục tiêu cá nhân hay của một tổ chức. Có tính hệ thống khi một quyết định hiệu quả thường được đưa ra sau một quá trình phân tích, đánh giá có trình tự, chứ không phải một hành động ngẫu hứng. Có tính dự báo khi quyết định liên quan đến việc dự đoán kết quả của các hành động trong tương lai, từ đó đánh giá rủi ro và lợi ích. Có sự tham gia của các bên liên quan: Đặc biệt trong môi trường tổ chức, việc ra quyết định thường cần có sự đóng góp của nhiều cá nhân, đảm bảo tính khách quan và hiệu quả. Trong lịch sử, thời khắc quyết định kéo pháo ra khỏi trận địa Điện Biên Phủ của Đại tướng Võ Nguyên Giáp là một trong những ví dụ điển hình về việc ra quyết định sáng suốt, táo bạo và có tính quyết đoán cao, đây còn là một minh chứng hùng hồn cho quá trình ra quyết định chiến lược khi vị tư lệnh dám quyết thay đổi kế hoạch vào giờ chót để bảo toàn lực lượng, chuyển sang phương châm "đánh chắc, tiến chắc" được coi là một quyết định mang tính bước ngoặt, tạo tiền đề cho một chiến thắng toàn diện trong trận Điện Biên Phủ.